# Jakub Arminius
Jakub Arminius (nizozemsky Jacob Hermanszoon; 10. října 1560, Oudewater – 19. října 1609, Leiden) byl holandský reformovaný teolog, profesor teologie na Leidenské univerzitě a zakladatel arminianismu.

## Život
Jakub Arminius, vlastním jménem Jacob Hermanszoon, se narodil v roce 1560 v Oudewateru blízko Utrechtu. Po tragickém mládí, kdy otce ztratil brzy po narození a zbytek rodiny v patnácti, šel sponzorován přáteli studovat do Utrechtu a později na leidenskou a ženevskou univerzitu.
V Leidenu studoval od roku 1574 do roku 1582. Ve škole převládaly názory přiklánějící se k sakramentalismu a pietismu. Osobnosti jako Lambertus Danaeus, Johannes Drusius, Guillaume Feuguereius a Johann Kolmann v něm zasely myšlenky, z kterých později vyrostla teologie konkurující teologii Kalvínově.

Od roku 1582 Arminius, financovaný amsterdamskými obchodníky, studoval v Ženevě u Theodora Bezy, Kalvínova následovníka, který byl v té době mezi reformátory velmi vážený.

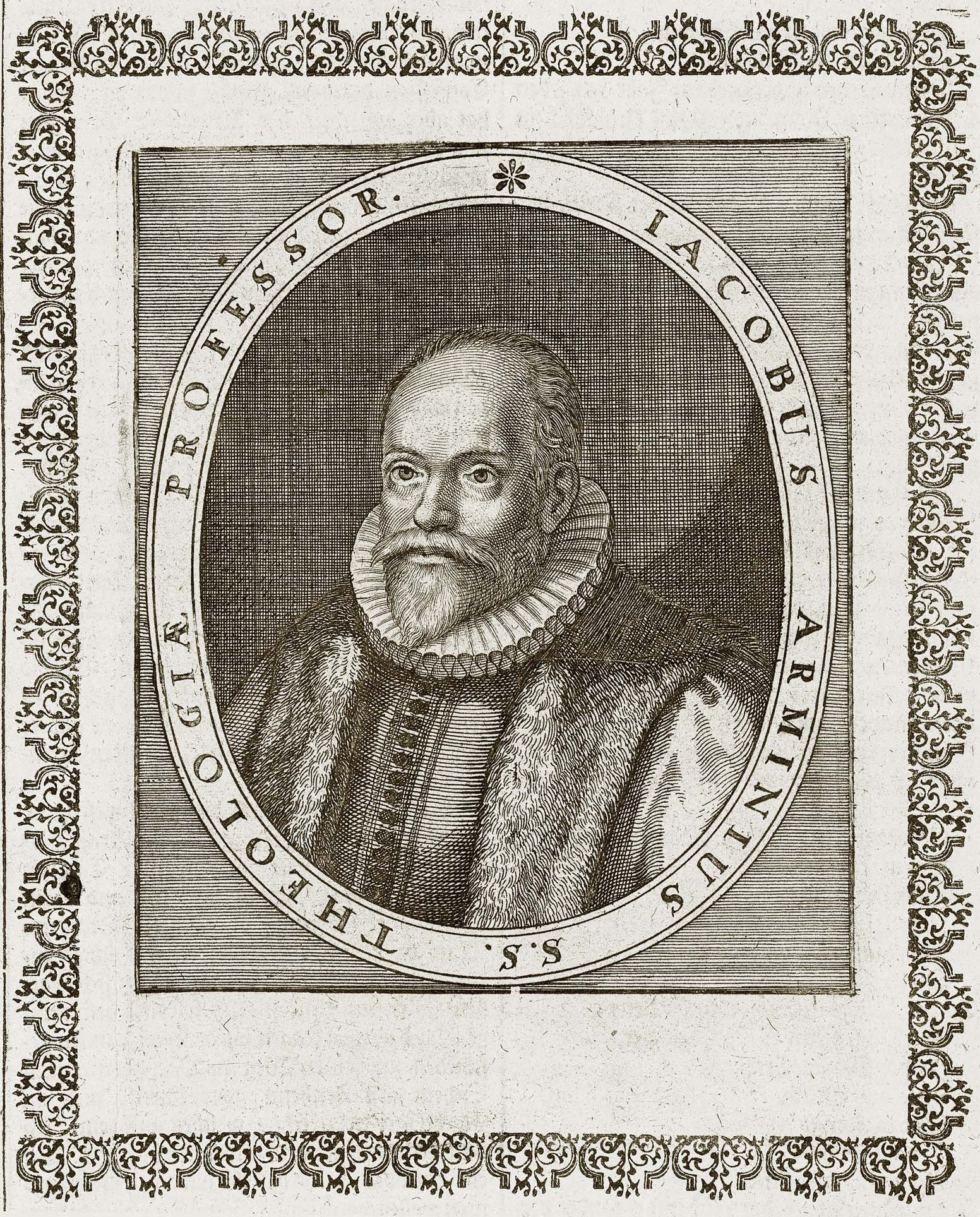
Jakub Arminius

Roku 1588 byl ordinovaný za kazatele v Amsterdamu, kde kázal v „starém sboru“, který hrál v církevním životě města důležitou roli. V roce 1590 si vzal za manželku Lijsbet Reael, pocházející z aristokratické rodiny. Tento svazek ještě zvýšil jeho vliv na mocné obchodníky a představitele města. V roce 1603 získal doktorát na univerzitě, kde se jeho studium teologie vlastně začalo, v Leidenu. Tam pak také působil jako kazatel, učitel teologie a dokonce jako rektor univerzity.
19. října 1609 zemřel Jakub Arminius přirozenou smrtí ve věku 49 roků.

## Teologie Jakuba Arminia
Jeho názory jsou jasně vyloženy v jeho „Vyhlášení stanovisek“ (1608):
Existují čtyři Boží výnosy:
1. Bůh rozhodl o určení Ježíše Krista jako prostředníka, který měl člověku přinést spasení.
2. Bůh rozhodl přijmout a spasit všechny, kdo budou činit pokání a uvěří v Ježíše Krista, ale odmítnout nekající nevěřící.
3. Bůh rozhodl poskytnout prostředky nutné k tomu, aby člověk mohl činit pokání a uvěřit.
4. Bůh rozhodl o spasení určitých konkrétních jednotlivců – protože předem věděl o tom, že uvěří a vytrvají až do konce.

Armniniovo vlastní učení bylo zformulováno až po jeho smrti.
V roce 1610 bylo vydáno dílo 46 arminiánských kazatelů „Remonstrace“ (protest). Jeho jádro tvoří pět výroků o spáse:
1. Lidé nemohou sami ze sebe udělat nic dobrého.
2. Před založením světa se Bůh rozhodl zachránit každého, kdo se svobodně rozhodne uvěřit v Ježíše Krista.
3. Ježíš zemřel za každého, ale Jeho smrt zachrání jen věřící.
4. Lidé mohou odmítnout Boží úmysl je zachránit.
5. Písmo jasně neříká, zda může křesťan spasení ztratit.

Arminiovo učení tak vytvořilo jakousi protiváhu kalvinismu.